# Reuss-Schleiz
Reuss-Schleiz, después de la unión con Reuss-Gera sería llamado Reuss-Schleiz-Gera, era el nombre de un pequeño estado ubicado en la actual región de Turingia, que existió desde 1647 hasta 1918, aunque desde 1848 existió bajo el nombre de Reuss línea menor, ya que se unificó con los demás principados de la línea familiar. El país estaba bajo el gobierno de la rama menor de la Casa de Reuss.

## Historia
Reuss-Schleiz se fundó en 1647, cuando Reuss-Gera fue dividida por los cuatro descendientes de Enrique II "el Póstumo" (1572-1635). Su tercer hijo, Enrique IX, recibió Schleiz.
Se produjo una nueva división cuando Enrique IX murió sin descendencia en 1666. Schleiz cayó en manos de su sobrino Enrique I, hasta entonces señor de Saalburg. Cambió esa zona por Schleiz y Saalburg se dividió territorialmente entre las otras tres ramas. La mayor parte del territorio recayó en Reuss-Gera.
Enrique I, como los demás señores de la casa de Reuss hasta entonces, es elevado al título de Conde imperial en 1647.
Después de la extinción de la línea de Reuss-Gera en 1802, Gera y Saalburg fueron gobernadas conjuntamente por las líneas más jóvenes restantes, Reuss-Lobenstein y Reuss-Ebersdorf, cada una con el 25% de los ingresos, y Reuss-Schleiz, que recibió el 50%.
Enrique XLII (1752-1818) fue elevado a Príncipe Imperial el 9 de abril de 1806 y posteriormente se unió a la Confederación del Rin. A partir de 1815, Reuss-Schleiz se convirtió en miembro de la Confederación Germánica.
En 1848, en el contexto de la Primavera de los pueblos, Enrique LXXII de Reuss-Lobenstein-Ebersdorf abdicó y transfirió el control de su principado a Enrique LXII de Reuss-Schleiz (1785-1854). De ahí casi todos los principados de la línea menor, excepto Reuss-Köstritz, se unieron en un solo estado, al cual se le dio el nombre oficial de "Reuss (línea menor)" (en alemán: Reuß jüngere line). Durante el siglo XIX, la antigua ciudad de Schleiz perdió importancia y quedó cada vez más eclipsada por Gera, la antigua sede de Reuss-Gera, luego de la Unión con los principados de la línea menor Gera se convirtió en la capital del nuevo principado.

## Soberanos de Reuss-Schleiz

### Señores de Reuss-Schleiz
- Enrique IX (1647-1666) (1616-1666)
- Enrique I (1666-1673) (1639-1692), de 1647 a 1666 señor de Reuss-Saalburg

### Condes de Reuss-Schleiz
- Enrique I (1673-1692) (1639-1692)
- Enrique XI (1692-1726) (1669-1726)
- Enrique I (1726-1744) (1695-1744)
- Enrique XII (1744-1784) (1716-1784)
- Enrique XLII (1784-1806) (1752-1818)

### Príncipes de Reuss-Schleiz
- Enrique XLII (1806-1818) (1752-1818)
- Enrique LXII. (1818-1848) (1785-1854), desde 1848 Príncipe de Reuss de la línea más joven